# Svenska mästerskapen i kortbanesimning 1984
Svenska mästerskapen i kortbanesimning 1984 avgjordes i Norrköping 1984. Det var den 32:a upplagan av kortbane-SM.

## Medaljsummering

### Herrar
| Gren            | Guld                          | Guld                          |
| 100 m frisim    | Thomas Lejdström 49,86        | Västerås SS                   |
| 200 m frisim    | Michael Söderlund 1.48,16     | Karlskrona SS                 |
| 400 m frisim    | Anders Holmertz 3.49,20       | Motala SS                     |
| 1500 m frisim   | Anders Holmertz 15.06,96      | Motala SS                     |
| 100 m fjärilsim | Bengt Baron 54,94             | SK Korrugal                   |
| 200 m fjärilsim | Thomas Lejdström 2.01,64      | Västerås SS                   |
| 100 m ryggsim   | Bengt Baron 56,46             | SK Korrugal                   |
| 200 m ryggsim   | Bengt Baron 2.01,99           | SK Korrugal                   |
| 100 m bröstsim  | Peter Berggren 1.02,68        | Skärets SS                    |
| 200 m bröstsim  | Peter Berggren 2.16,20        | Skärets SS                    |
| 200 m medley    | Anders Peterson 2.03,43       | Mariestads SS                 |
| 400 m medley    | Thomas Lejdström 4.23,24      | Västerås SS                   |
| 4x100 m frisim  | Borlänge SS 3.21,32           | Borlänge SS 3.21,32           |
| 4x200 m frisim  | Stockholmspolisens IF 7.25,20 | Stockholmspolisens IF 7.25,20 |
| 4x100 m medley  | SK Korrugal 3.47,46           | SK Korrugal 3.47,46           |

### Damer
| Gren            | Guld                          | Guld                          |
| 50 m frisim     | Stina Persson 26,88           | Helsingborgs S                |
| 100 m frisim    | Agneta Eriksson 56,73         | Västerås SS                   |
| 200 m frisim    | Agneta Eriksson 2.01,06       | Västerås SS                   |
| 400 m frisim    | Ann Linder 4.15,08            | SK Najaden                    |
| 1500 m frisim   | Ann-Charlotte Brodén 16.34,95 | Motala SS                     |
| 100 m fjärilsim | Agneta Eriksson 1.01,55       | Västerås SS                   |
| 200 m fjärilsim | Ann Carlsson 2.15,39          | Malmö KK                      |
| 100 m ryggsim   | Anna-Karin Eriksson 1.04,88   | Kalix SS                      |
| 200 m ryggsim   | Sofia Kraft 2.16,78           | SK Götene                     |
| 100 m bröstsim  | Annelie Holmström 1.09,36     | Stockholmspolisens IF         |
| 200 m bröstsim  | Annelie Holmström 2.31,22     | Stockholmspolisens IF         |
| 200 m medley    | Sofia Kraft 2.18,35           | SK Götene                     |
| 400 m medley    | Sofia Kraft 4.50,69           | SK Götene                     |
| 4x100 m frisim  | Stockholmspolisens IF 3.51,14 | Stockholmspolisens IF 3.51,14 |
| 4x200 m frisim  | Stockholmspolisens IF 8.18,31 | Stockholmspolisens IF 8.18,31 |
| 4x100 m medley  | Stockholmspolisens IF 4.15,56 | Stockholmspolisens IF 4.15,56 |